# Boron (California)
Boron è una cittadina della contea di Kern, in California, negli Stati Uniti d'America.
Boron, letteralmente boro come l'elemento chimico è stata chiamata così proprio dopo aver scoperto il più grande giacimento mondiale di borace nel 1925 vicino al quale la città è poi sorta.
Secondo le stime del luglio 2007 Boron aveva 2.394 abitanti suddivisi perfettamente a metà tra maschi e femmine.

## Geografia fisica
Boron si trova ai bordi delle contee di Kern e San Bernardino lungo la route 58. Secondo lo United States Census Bureau la superficie della cittadina è di 35,9 km².

## Fonti
- http://www.city-data.com/city/Boron-California.html
- http://geonames.usgs.gov/pls/gnispublic/f?p=gnispq:3:509232051813647::NO::P3_FID:1652674
- https://www.webcitation.org/68qlLjW1D?url=http://factfinder2.census.gov/legacy/aff_sunset.html?_lang=en